# Henry Picker
Henry Picker (6 février 1912 à Wilhelmshaven - 2 mai 1988) est un avocat, un sténographe et un auteur allemand. Il a co-transcrit et publié pour la première fois les transcriptions des entretiens informels d'Adolf Hitler, connus sous le nom de Libres propos d'Adolf Hitler.

## Biographie
Henry Picker est né à Wilhelmshaven, en Allemagne. Fils d'un sénateur allemand, Picker étudie le droit et obtient son diplôme à l'université de Kiel en 1936. Picker est devenu membre du parti nazi en 1930 et, en 1942, il est devenu cadre supérieur et membre du personnel juridique au siège du Führer. 
À partir de 1941, il est marié à l'enseignante de sport Irene Atzinger. Le couple a trois fils et une fille. 

## Libres propos d'Adolf Hitler
La version de Picker des Libres propos fut publiée en 1951 sous le titre Hitlers Tischgespräche im Führerhauptquartier  et s'est appuyée sur les notes originales allemands qu'il avait acquises de Heinrich Heim prises de juillet 1941 à mars 1942, et les propres notes de Picker prises le 21 mars 1942 au 2 août 1942. 
La première édition des Libres propos de Picker était organisée par thème, contrairement aux éditions françaises et anglaises qui ont été organisées par ordre chronologique. Une édition ultérieure de l'ouvrage de Picker a été publiée en 1963, qui était plus complète, soigneusement annotée, organisée chronologiquement et publiée avec une introduction de l'historien allemand Percy Ernst Schramm. Les deuxième (1963) et troisième (1976) éditions contiennent plusieurs témoignages de collègues officiers de bunker concernant l'exactitude et l'authenticité des livres, y compris le général Gerhard Engel. Picker a été impliqué dans plusieurs batailles juridiques avec François Genoud et Hugh Trevor-Roper concernant les droits d'auteur de l'œuvre. En 1963, Picker a publié un livre sur le pape Jean XXIII, dans la préparation duquel il a été assisté par le bibliothécaire du Vatican, le comte Giuseppe Newlin (Mieczysław Dunin-Borkowski). 